# ショクリ・エル・ウアー
ショクリ・エル・ウアー（Chokri El Ouaer、1966年8月15日 - ）は、チュニジアの元サッカー選手。元チュニジア代表。ポジションはゴールキーパー。

## 来歴
1990年にチュニジア代表デビュー。1996年にはアフリカネイションズカップで全6試合に出場、準優勝した。夏には、オーバーエイジとしてアトランタオリンピックにも出場した。1998 FIFAワールドカップではグループステージ全3試合に出場した。2002年までに97試合に出場した。

## 代表歴

### 出場大会
- チュニジア代表
  - 1998 FIFAワールドカップ

### 試合数
- 国際Aマッチ 97試合 0得点（1990年-2002年）[1]

| チュニジア代表 | 国際Aマッチ | 国際Aマッチ |
| 年             | 出場        | 得点        |
| -------------- | ----------- | ----------- |
| 1990           | 3           | 0           |
| 1991           | 2           | 0           |
| 1992           | 7           | 0           |
| 1993           | 9           | 0           |
| 1994           | 9           | 0           |
| 1995           | 11          | 0           |
| 1996           | 11          | 0           |
| 1997           | 1           | 0           |
| 1998           | 8           | 0           |
| 1999           | 7           | 0           |
| 2000           | 16          | 0           |
| 2001           | 8           | 0           |
| 2002           | 5           | 0           |
| 通算           | 97          | 0           |